# Tržaška koča na Doliču
Tržaška koča na Doliču – schronisko turystyczne, które leży na przełęczy Dolič między Kanjavcem (2569 m) i Šmarjetną glavą (2358 m). Pierwsze schronisko Rifugio Napoleone Cozzi, które wybudowali Włosi 14 września 1930, w 1951 zburzyła lawina śnieżna. Nowe schronisko wybudowano trochę wyżej i otwarto 26 lipca 1953. Wyremontowane i powiększone otwarto 19 sierpnia 1973. W zimie 2008/2009 schronisko uszkodziła lawina pyłowa z Kanjavca. Schroniskiem zarządza PD (Towarzystwo Górskie) Gorje.
Schronisko jest otwarte od końca czerwca do końca września. Przestrzeń dla gości jest ogrzewana piecem i poprzez ogniwa słoneczne centralnym ogrzewaniem. Woda to deszczówka; są ogniwa fotowoltaiczne i agregat prądotwórczy, zasięg GSM. PD Gorje powoli remontuje schronisko po uszkodzeniu przez lawinę, dlatego może się zdarzyć, że schronisko przyjmuje mniej gości.

## Dostęp
- 4h: z doliny Zadnjicy (Bovec)
- 3h: ze schroniska przy Jeziorach Triglavskich (1685 m), przezez Hribarice
- 2h: z Vodnikovego domu na Velem polju (1817 m), przez Velską dolinę
- 2½h: z Zasavskiego schroniska na Prehodavcach (Zasavska koča na Prehodavcih, 2071 m), przez półki północnej ściany Kanjavca

## Sąsiednie obiekty turystyczne
- 2h: do Domu Planiki pod Triglavem (2401 m), transwersalą
- 1½h: Kanjavec (2569 m), przez wschodnie zbocza
- 2h: Kanjavec (2569 m), przez Hribarice
- 1½h: Mišeljski Konec (2464 m)
- 2½h: Triglav (2864 m), przez Triglavską Przepaść (Triglavska škrbina)